# Аруша
Аруша (свах. Arusha) је главни град региона Аруша у Танзанији. Налази се на северу Танзаније и има 416.442 становника (попис 2012). Налази се на платоу близу националног парка Серенгети, националног парка Килиманџаро, Нгоронгоро заштићеног подручја, језера Мањаре и националног парка Тарангире. Аруша на хинди језику значи излазеће сунце.

## Модерна историја
Танзанија је службено добила независност потписом Велике Британије у Аруши 1961. године. Декларација из Аруше потписана је у овом граду 1967. године. Ова декларација поставља темеље друштвено-економског развоја самосталне Танзаније.
Сукобљене стране у грађанском рату у Руанди потписале су 4. августа 1993. споразум у Аруши. 
Савет безбедности УН-а одлучио је 1994. резолуцијом 955 да Аруша буде домаћин Међународног кривичног суда за Руанду. Успостављање суда у Аруши економски је помогло локалној економији. Трибунал је званично престао са радом у децембру 2015. године.

## Индустрија и економија
Основна привредне активности региона су пољопривреда и туризам. Јако квалитетно поврће и воће се шаље у Европу. Мали произвођачи су били јако погођени кризом са кафом. Аруша има неколико фабрика. То су пивара, производња гума и фармацеутска индустрија. Главни извор зараде је туризам, јер град има бројне компаније за сафари, бројне хотеле и друге смештајне капацитете. Близина националних паркова омогућава зараду од туризма.

## Саобраћај
Међународни аеродром Килиманџаро се налази 60 километара од Аруше на пола пута до града Моши. Железница од града Моши до Аруше је изграђена 1929. године, као продужетак линије која из Дар-ес-Салама води на север према граду Танга и према Кенији. Путнички железнички саобраћај није у функцији, али постоје сталне везе аутобусима са већим градовима Танзаније.

## Култура
У Аруши је веома активан музички живот. Постоји доста становништва из Индије, па постоје бројни индијски ресторани. У и око Аруше постоје три међународне школе. Око Аруше је 1962. сниман филм Хатари са Џоном Вејном.

## Партнерски градови
- Мирцушлаг
- Канзас Сити
- Дарам